# Vom Nutzen und Nachteil der Historie für das Leben

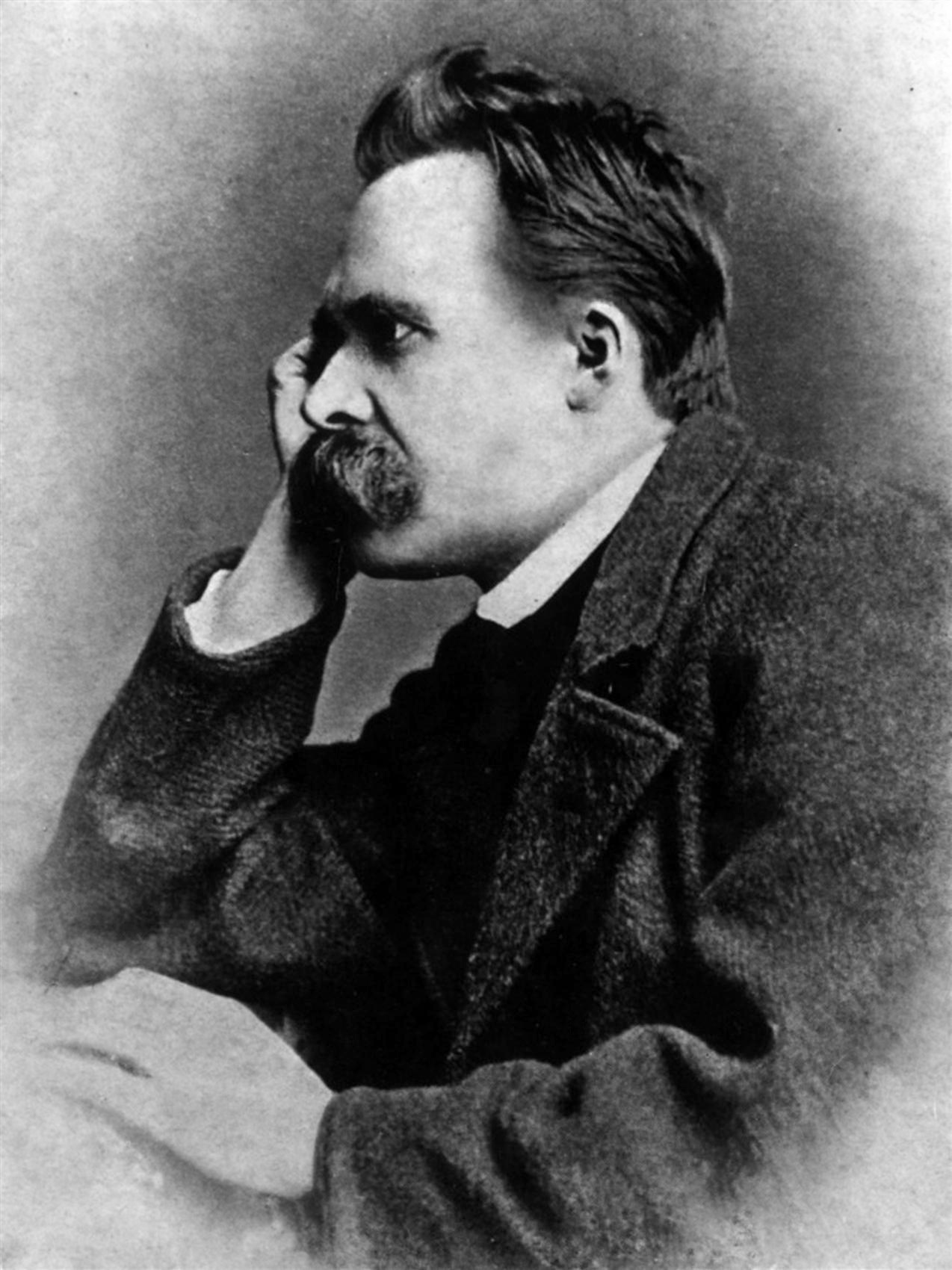
Friedrich Nietzsche in 1882

Vom Nutzen und Nachteil der Historie für das Leben (Duits; vertaling: Over nut en nadeel van geschiedenis voor het leven) is een in 1874 gepubliceerd werk van de Duitse filosoof Friedrich Nietzsche. Het is het tweede deel van het werk Unzeitgemässe Betrachtungen. De verhandeling geldt als een belangrijk werk uit Nietzsches vroege periode. Hij bekritiseert zijn academische tijdgenoten die naar zijn mening de geschiedenis als wetenschap overschatten.

## Verhandeling
Overigens heb ik een afkeer van alles wat slechts mijn kennis vergroot zonder meteen ook mijn handelen te stimuleren of te inspireren. Zo leidt Nietzsche met een citaat van Goethe zijn verhandeling over nut en nadeel van de geschiedenis in. In de 18e eeuw had men de wereld van het verleden ontdekt en in de 19e eeuw leefde men in die wereld. Op alle denkterreinen was het 'zijn' vervangen door het 'worden'. Het einde van de 18e eeuw en het begin van 19e eeuw werd dan ook ingeluid door de romantiek, een periode van zelfbezinning en sprookjes. Hegel maakt hier met zijn filosofie: denken en de waarheid, een einde aan. Halverwege de 19e eeuw, de periode van de industrialisatie, groeide de welvaart in heel Europa. Steeds meer armen werden verheven naar de middenklasse, waardoor er steeds meer mensen de school konden betalen. Anderzijds kwamen er ook meer armenscholen. Het gevolg hiervan was dat het analfabetisme drastisch afnam. Meer mensen konden nu lezen en leren over hun volk en helden. Dat laatste is volgens Nietzsche een slechte ontwikkeling: "Het kind wordt in zijn spel gestoord en leert de woorden 'er was' begrijpen, de woorden die strijd, lijden en verveling aankondigen om de mens eraan te herinneren wat zijn bestaan strikt genomen is". Verder zegt hij: "Het zijn is een imperfectum dat nooit voltooid kan worden."

## Opbouw

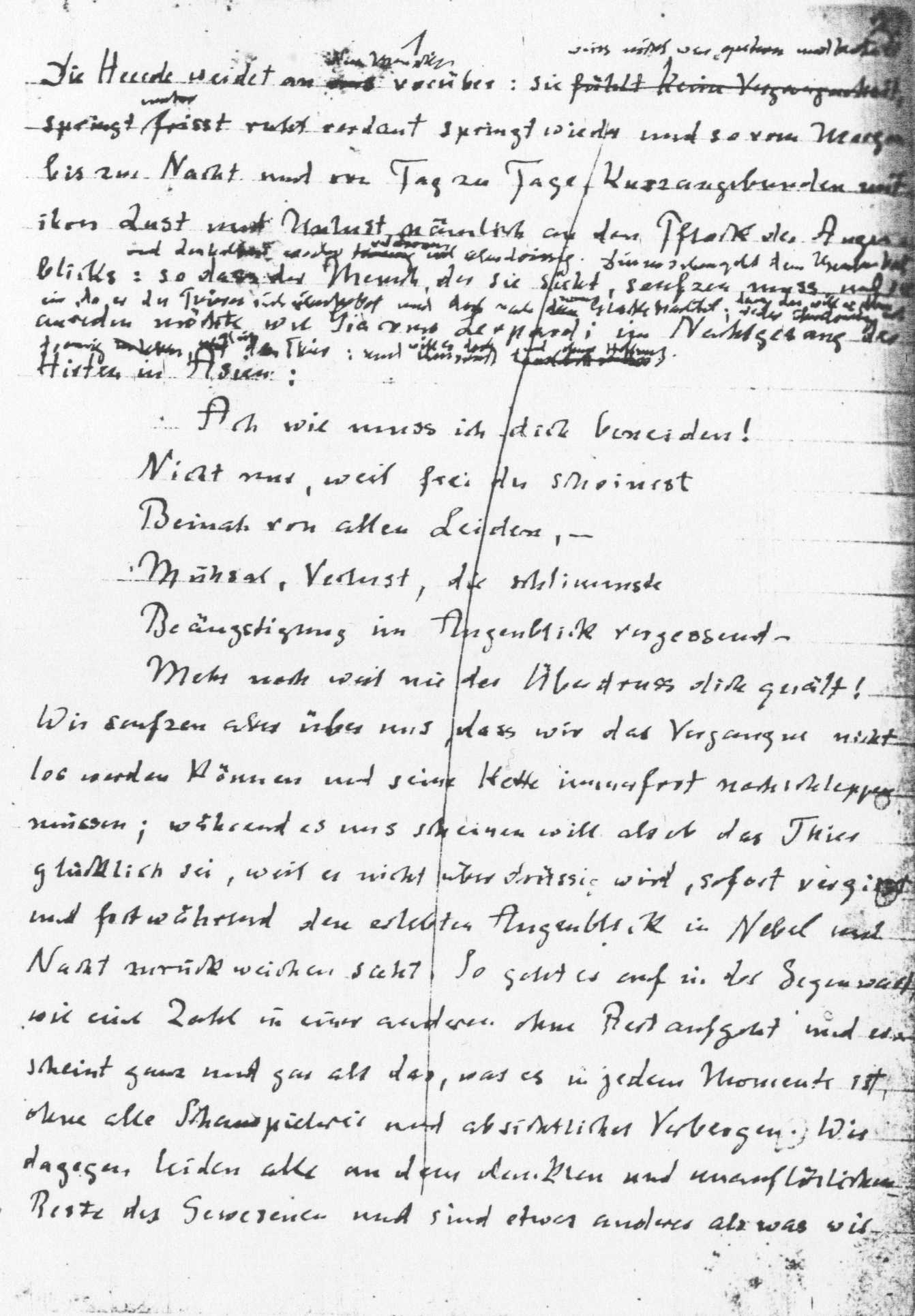
Pagina uit de eerste kladversie

De verhandeling kent 10 hoofdstukken en is circa 137 bladzijden lang. In zijn eerste hoofdstuk vergelijkt hij het geluk met het mens zijn. Volgens Nietzsche kent alleen een dier geluk, omdat het dier alles meteen weer vergeet. Hij noemt dit onhistorisch, want het gaat op in het heden. De mens daartegenover draagt een steeds groter wordend verleden met zich mee. De mens is volgens Nietzsche dus historisch. Als de mens zich eenmaal meer gaat verdiepen in zijn volk en helden, verkrijgt hij zelfs een historisch besef. Volgens Nietzsche zet dit om 'in bloed', daarmee bedoelt hij het trots zijn, bijvoorbeeld op je eigen volk, land of cultuur, of je superieur voelen, denk aan de vele mythes, sagen en legenden die vernoemd zijn naar bijvoorbeeld geslachten. Om dit tegen te gaan moet men een deel van zijn verleden vergeten of volgens Nietzsche moet men weten hoe groot de plastische kracht is, de kracht om op eigen wijze te groeien. In andere woorden: een balans zoeken tussen kennis en geluk. Deze zou worden verstoord als iemand zich bovenhistorisch zou gedragen. Men probeert zo veel mogelijk kennis te vergaren (vergelijk met de sofist) om op elke vraag een antwoord te hebben. Volgens Nietzsche zou zelfs de wereld dan voltooid zijn, want alle vragen zijn immers al beantwoord. Tot slot geeft hij een oplossing: de cultuur in wording, een cultuur die beheerst en gestuurd wordt door een hogere macht en niet zelf heerst en stuurt.
In zijn tweede en derde paragraaf deelt hij de mens in in drie groepen: de monumentale (de handelende of stervende) mens, de antiquarische (de behoudende en de vererende) mens en de kritische (de lijdende en de bevrijde) mens. Volgens Nietzsche laat de monumentale mens 'de doden de levenden begraven'. Hij waarschuwt zelfs dat deze mens verkeerde impulsen kan geven, om naar het grote te streven. Napoleon was bijvoorbeeld geïnspireerd door Julius Caesar. Hij liet zich misleiden door verkeerde analogieën, waardoor hij de historische conexus van oorzaak en gevolg vertroebelde, wat voor hem in zijn voordeel was. De antiquarische mens daarentegen koestert het verleden, hoewel de scheidslijn tussen het monumentale en het antiquarische vrij klein is, want ook zij laten zich inspireren, bijvoorbeeld door god. Degene die gebukt gaat onder pijn en ellende streeft naar het kritische. Volgens Nietzsche streeft de kritische mens naar een oordelende en een veroordelende geschiedenis en houdt een gezonde balans.

## Nederlandse vertaling
- Over nut en nadeel van geschiedenis voor het leven. Tweede traktaat tegen de keer, 1983, ISBN 9789065540119 (vertalerscollectief Historische Uitgeverij)